# ブラックメタル
ブラックメタル（Black Metal）とは、ヘヴィメタルのサブジャンルの一つ。

## 概要
「デスメタルを否定し、そのルーツであるスラッシュメタルへの回帰」という形で生まれたとされる。地獄の業火のような激しく速いテンポ、または引きずり込まれるような遅めのテンポのドラムに、金切り声のようなボーカル、音を強めに歪ませたギターでのトレモロのピッキング、宗教的で荘厳なアレンジなどを特徴とする。歌詞の内容には、サタニズム及び黒魔術への傾倒といった、反キリストを強く打ち出したバンドが多くあり、ジャンルを決定付ける要素としても重要視されている。
ブラックメタルバンドの中には、ペイガニズムなどを掲げるものも多い。

## 特徴

### 楽曲

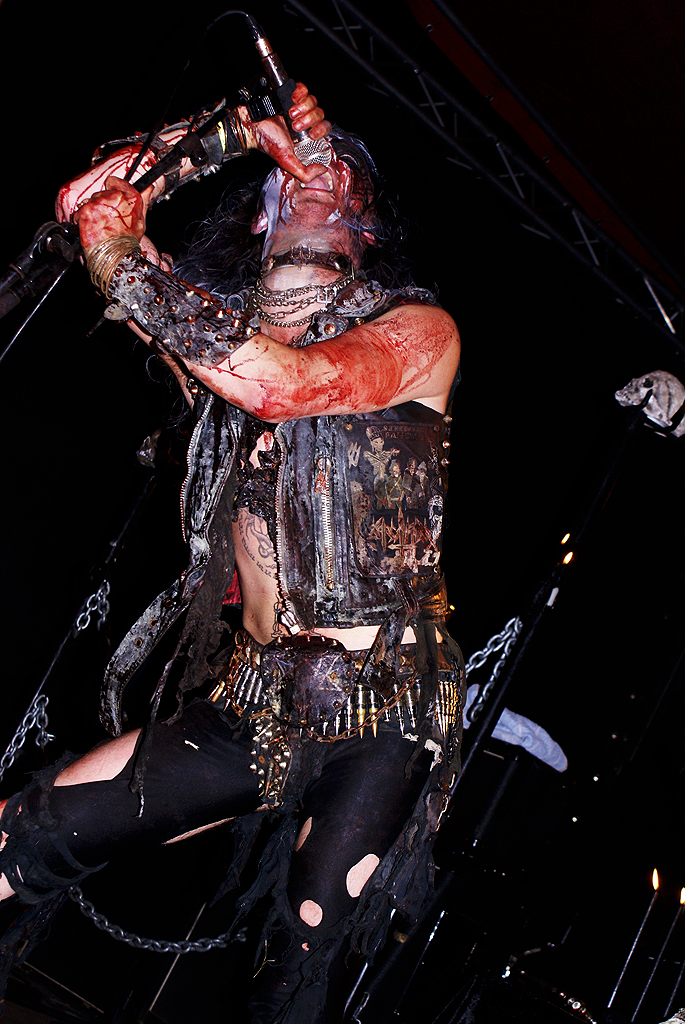
ボロボロの衣服をまとい、血を浴びながら歌うヴァーテインのヴォーカリストErik Danielsson

一口にブラックメタルと呼んでも、楽曲演出はバンドによりさまざま。
- 例：スラッシュメタルに近い楽曲のバンド、野獣性の強いバンド、キーボードを使い荘厳な雰囲気を重視するバンド、デスメタルに近い楽曲のバンド、限りなく悪い音質とノイズや不協和音を多用するバンド、ゴシックメタルの作風を取り入れたバンド、流麗なメロディを重視するバンド、攻撃的でハイスピードな楽曲のバンド、反復するフレーズと鬱々とした世界観を重視するバンド、悲痛な雰囲気を強調したバンド、重苦しくひきずるような遅さを持つ楽曲を重視するバンド、破滅的かつ混沌・錯乱したような演出のバンドなど。

ただし、ブラックメタルに括られる音楽にはいくつかの特徴を見出すことが出来る。もちろん、ここに挙げる全ての特徴が当てはまるバンドは少ないが、ほとんどのバンドは以下の特徴のいくつかを持っている。
- トレモロリフ[7][8]
- 高音域を強調したノイジーなギターサウンド
- 三全音やフラットフィフスの多用。
- 宗教的で荘厳な雰囲気
- クラシック的なフレーズの多用。又はメロディやリフ、フレーズがクラシックと似ている。
- 比較的シンプルなドラムビート。ブラストビートが頻繁に使われる。
- キーボードを使用することで寒々しく憂鬱な雰囲気を作りだす。
- うなり声、金切声によるヴォーカル[† 1]
- ローファイなサウンド[† 2]

ギターリフはスラッシュメタルやデスメタルのほか、ハードコアやクラシックに影響を受けている場合もあるが、かなりのバンドに該当するジャンル特有の特徴としてトレモロリフの多用が挙げられる。パワーコードもしくはマイナー系のコードストロークのバッキングに、単音トレモロでリードをとるパターンが最も多い（Dark Funeralなど）。その一方で、ギターソロはあまり重要視されない。
一般的にベースギターは音圧稼ぎに使われ目立たないことが多いが、一方で強くベースの音を押し出しているバンドもいるなど、細かい分野によって用法は全く異なる。
音作りとしては、デスメタルのように過剰にダウンチューニングしないという特長がある。例えばEmperor、Dissection、Darkthrone、Burzum、Marduk、初期Satyriconなどの大半のバンドがレギュラーチューニングを用いており、Mayhem、Satyricon、Deathspell Omegaでさえ半音下げである。それ以上に下げているバンドは、特に90年代から存在するバンドではかなり少ない。
キーボードアレンジに関しては、シンフォニックブラックメタルにカテゴライズされるバンド群では特に、クラシック風のフレーズが使われることがある。その他のジャンルの影響としては、中期 SatyriconやMyrkskogのようにインダストリアルメタルから影響を受けたもの、後期EmperorやBorknagarのようにプログレッシブ・ロックから影響を受けたもの、Absurdのように Oiパンクから影響を受けているものなどがある。また、メンバーがサイドプロジェクトとしてアンビエントやインダストリアルノイズをやっている場合もある。
通常の曲構成をとることはあまりなく、特に明確なヴァース‐コーラス形式はないことが多い。大半の楽曲は楽器演奏部の繰り返しが多く行われる。ただ、ロッティング・クライストらが確立したギリシャ風のスタイルは例外で、ノルウェーのそれよりも正統派ヘヴィメタルのスタイルに近い構成をとっている。

### ファッション/パフォーマンス

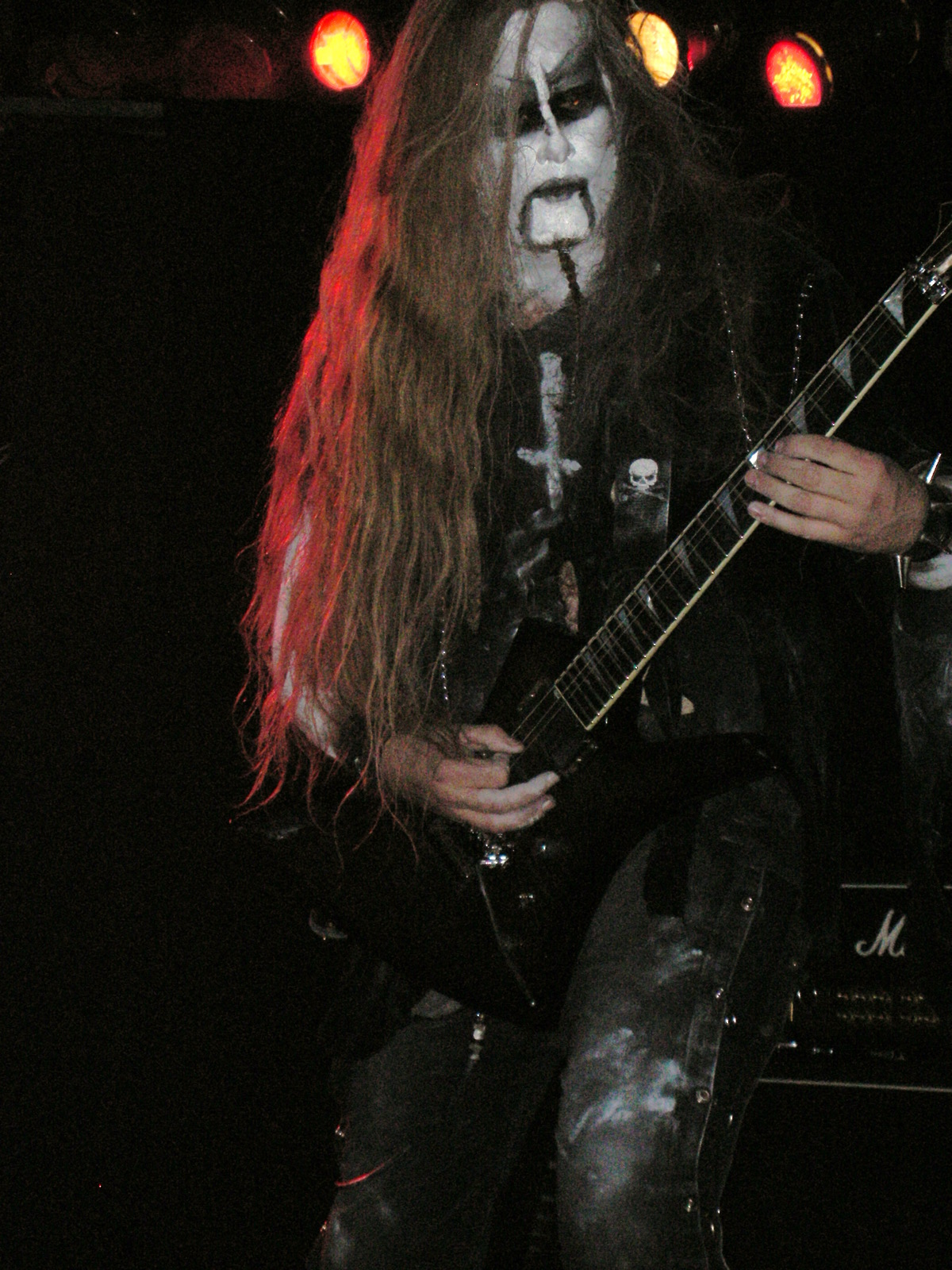
コープス・ペイントの例
(1349のギタリスト、アルカオン)

ファッション面の特徴として、顔全体を白く、目の周りを黒く塗ったコープス・ペイントをする者が多い。これは土葬文化の下で死者の姿を扮装したものとされる。他には全身黒服、鋲が多く打たれたガントレット、ガンベルト、バンドTシャツ、センター・パートのロング・ヘア、革ジャケット、ロング・ブーツ、生々しい血のり等。死神や吸血鬼をイメージしたオールバックの髪型も見られる。また、中後期Emperorのように、コープス・ペイントやロングヘアーが見られないバンドも存在する。ブラジルのバンドサルコファーゴの1stアルバムでのファッションが計り知れぬ影響を与えたとされる。
アートワークはモノクロのものが多い。これは1990年代に入ってデスメタルバンドのアートワークがどんどん鮮やかなものになったことに対するアンチテーゼである。自然や神話の風景が題材として選ばれることが多い。
また、ライブを一切行わないことを信条にしているバンドも存在する。一方で、メイヘムやゴルゴロスなどのように動物の頭部や血液を使用したパフォーマンスで論争を呼ぶバンドも存在する。

## 歴史

### 第一世代
「ブラックメタル」の用語については、スラッシュメタルバンド・ホーリー・モーゼスがデビュー前の1980年代初頭に制作したファースト・デモ『Black Metal Masters』が最初ではないかと、同メンバーのサビーナ・クラッセンは主張している。

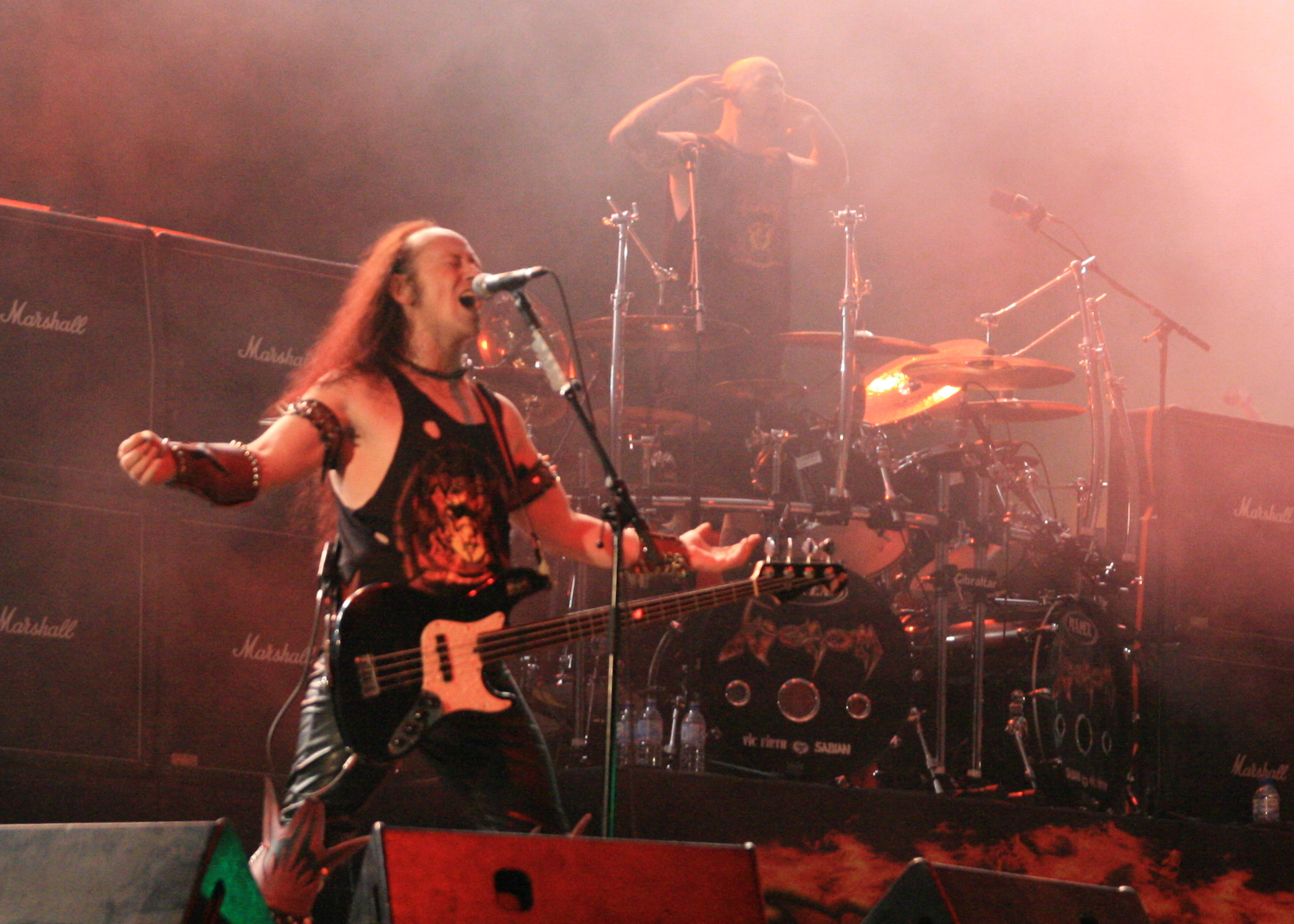
ヴェノムの発表したアルバム、『BLACK METAL』はジャンルの語源となった。

音楽スタイルについては、ヘヴィメタルバンド・ヴェノムが1982年に出したアルバム『BLACK METAL』がその起源だとされている。反キリストをテーマにした歌詞やヴォーカルスタイル、ステージネームを使った演出技法は後続のバンドに影響を与えた。
デンマークのマーシフル・フェイトも重要なバンドである。フロントマンであるキング・ダイアモンドのメイクはコープスペイントの素地を作ったともいわれる。
さらにその後出てきたヘルハマーやバソリーにより、今日のブラックメタルの基本となるサウンドが作り出された。いわゆる"第一世代"と呼ばれる時期である。1980年代には、これらのサタニックなスラッシュメタルバンドが「ブラックメタル」と呼ばれることもあった。第一世代と呼ばれるバンドには他にクリーター、デストラクション、ソドムなどのドイツのバンドや、ブルドーザー、デス・SSなどがいる。
しかし、1987年になると事態は一時沈静化する。Slayerマガジンの著者Metalionは「昨今のサタニックバンドブームはどうやら終わりを迎えたようだ」と記述している。その一方で、Incubus、モービッド・エンジェル、サバト(UK)、トーメンター、サルコファーゴ、グロテスク、Treblinkaなど一部のバンドがサタニックなテーマを掲げて活動を続けていた。
他に、初期のブラックメタルシーンのバンドとしては日本のサバト、コロンビアのParabellum、イスラエルのサレム、イタリアのMortuary Drapeなどがいる。1990年に結成された日本のSighはノルウェーのシーンのメンバーと定期的に連絡を取っていた。彼らの1stアルバムは "ブラックメタル界におけるカルト・クラシック"になったともいわれる。
ノルウェーのシーンが勃興する前の年にはRoot、Master's Hammer、Von、ロッティング・クライスト、サマエル、ブラスフェミーらが重要な作品をリリースしている。特にMaster's Hammerのデビュー作RitualはダークスローンのFenrizをして「このアルバムこそが最初のノルウェイジャン・ブラックメタルだ。もっとも、彼らの出身はチェコなんだけどね。」と言わしめた。ブラスフェミーのデビュー作Fallen Angel of Doomは後にウォー・ブラックメタルと呼ばれるスタイルへとつながることになる。
1990年、1991年には北欧のバンドが上記のバンドに影響を受け活動を始める。スウェーデンではマーダック、ディセクション、Nifelheim、アブラプタムが、フィンランドではデスメタルやグラインドコアの要素を取り入れたベヘリット、アーチゴート、インペイルド・ナザリーンといったバンドが現れた。特にフィンランドシーンの音楽性は後のウォー・ブラックメタルに大きな影響を与えた。
デスメタル全盛のアメリカではDemoncy、Profanatica、アブスーが誕生している。1990年にライプツィヒで行われたメイヘムのライブは東ドイツのシーンに絶大な影響を与えたと言われ 、一部ではジャーマンブラックメタルの幕開けだとまで評されている。

### 第二世代：殺人事件
続いて1990年代には、Emperor、Mayhem、Darkthrone、Burzumといったノルウェー出身のバンドが活躍し始め、ブラックメタルという音楽をよりはっきりさせた。Mayhemのヴォーカリストであるデッドが自殺し 、Darkthroneが2ndアルバム"A Blaze in the Northern Sky"をリリースした直後にユーロニモスがつくりあげたブラックメタルシーンを俗に"第二世代"と呼ぶ。長らく人の知るところではなかったブラックメタルが俄に注目を浴び、その名が広まるに至ったのは、これらのバンドのメンバーを中心に起こった「自殺、教会への放火、殺人」など数々の事件や犯罪行為、およびそれらをセンセーショナルに取り上げたメディアによる影響が大きい。
アンダーグラウンド主義の元、メジャー音楽に攻撃をしかけ、ツアー中のアーティストの家を放火・ツアーバスを転倒させる、等の行動も起こしていた彼らおよびそのファン達は、ブラックメタルマフィアとも呼ばれた。また、シーンの中核には反キリスト教集団「ブラックメタル・インナーサークル」(Black Metal Inner Circle)が存在するとされ、その集団内での格付けは行った犯罪の大きさで決まったとさえも言われた。(詳細は→ブラックメタル・インナーサークル) 
しかし、1993年8月、バーズム の中心人物、「Count Grishnackh（カウント・グリシュナック）」ことヴァルグ・ヴィーケネスが、ブラックメタル・インナーサークル及びMayhemのリーダーであった「ユーロニモスことオイスタイン・アーセスを殺害する事件」を起こす。この事件でヴァルグがついに逮捕され、懲役21年という判決を受けた事をきっかけに、バンドのメンバーらの犯罪が次々と発覚して逮捕者が続出し、初期のブラックメタルシーンは崩壊してしまう。
また、同時期に他国でも様々なシーンが誕生していた。ポーランドではグレイヴランドとベヒーモスによってシーンが築かれている。アメリカではBlack Funeral、Grand Belial's Key、Judas Iscariotらが活躍している。
フランスではアンダーグラウンドシーンのミュージシャンが集まり、Les Légions Noiresというグループが結成されるに至った。著名なバンドではMütiilation、Vlad Tepes、Belketre、Torgeistがいる。同時にナショナル・ソーシャリスト・ブラックメタル(NSBM)シーンも勃興している。AntaeusのMkMはあるインタビューで「(この時期のフランスのシーンは)とても簡単に整理できる。NSBMを選んで、ファンジンと聴衆からのサポートを受けるか、the Black Legionsの一員になってあの'カルト'なアウラを身に纏うか…。Antaeusはパリ出身で、NSBMもやらないし、クリシェに満ちた'スカンジナビアン・ブラックメタル'でもないから、どこにも属さないってことになるかな。とはいえ、シーンに迎合しようって気もさらさらないけど。」と語っている 。Deathspell Omegaのように前衛的な手法をとっているバンドも多く存在する。不協和音を取り入れていることが特徴で、他にはAntaeus、Aosothなどが著名である。
ドイツのシーンではアブサードの行いが論争を呼んだ。1993年、アブサードのメンバーが同じ学校に在籍する「ザンドロ・ベイヤーという少年を殺害」したのである。ベイヤーの墓碑の写真はリリースされたデモの一つThuringian Pagan Madnessのアートワークにナチズムを賛美する言葉とともに掲載されている。このデモは獄中で録音され、ポーランドでグレイヴランドのドラマーによってリリースされている。
Nagelfarの中心人物であるAlexander von Meilenwaldはこのドイツシーンの最重要作品としてUngod、Tha-Norr、Lunar Aurora、KatharsisのデビューアルバムとDesasterのデモLost in the Agesを挙げ、「必ずしもドイツ史上最高の作品だとは言えないかもしれないが、全部すばらしい出来だ」と述べている。
それからもブラックメタルは脈々と受け継がれ、現在ではノルウェーを中心とした本場スカンディナヴィア地方以外にも、フランスやドイツ、ウクライナをはじめとするヨーロッパ、南米、北米、東アジア、東南アジア、オーストラリアなど世界各地でシーンが築かれると同時に、ディム・ボルギルらのようにメジャーレーベルでの商業的成功を収めるバンドも現れている。

## 歌詞・思想・哲学

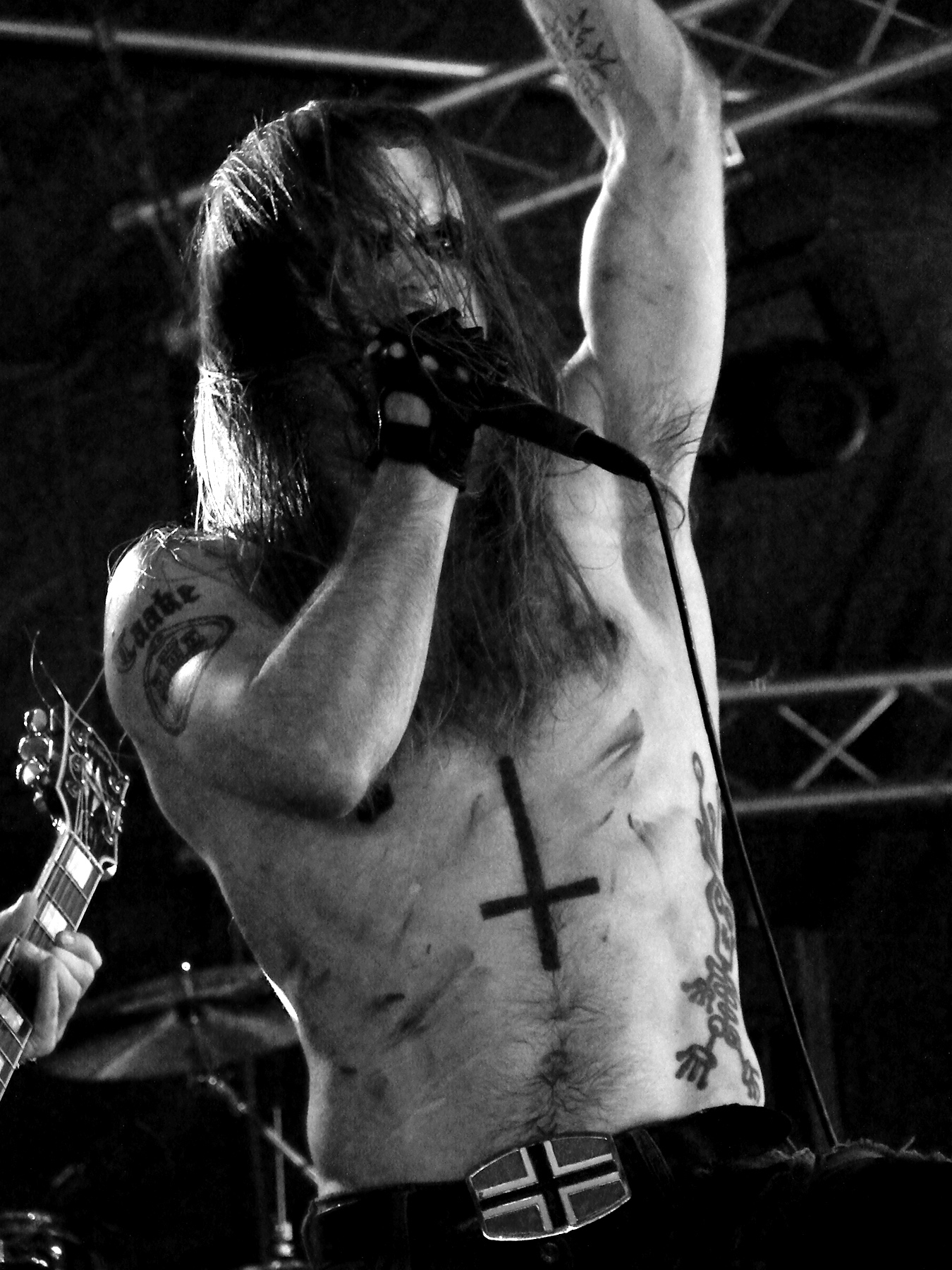
トーケのヴォーカリスト、ヘスト。シーン内ではアンチ・キリストを表現するために、逆十字がよく使用される。

音楽性が多岐に及びつつもブラックメタルというジャンルが成立しているのは、思想などといった側面が非常に強く、歌詞や世界観などによる演出にも重点が置かれているということを念頭に置かなければならない。
ブラックメタルのシーンには、音楽活動を通して思想を伝播することを重要だと考えているバンドが数多くいる。一般的なブラックメタルの思想は、サタニズム（悪魔主義）という言葉に集約されている。この点で、第一世代に属していたバンドの多くは実際にサタニストであったわけではないが、'サタニック'なイメージや歌詞を用いていた。一方で、ノルウェーのいわゆる第二世代のバンドにとって、サタニズムはイデオロギーの側面からブラックメタルを定義づけるものであった。ブラックメタル・インナーサークルがスカンディナビアからキリスト教を撤廃し、古代の宗教を復活させるという目標を掲げたこともあり、シーンではキリスト教以外のヨーロッパの宗教（ペイガニズム）を讃えるバンドも存在した 。とはいえ、初期のペイガンバンドが自ら'ブラックメタル'を自称することはあまりなかった。このように、ブラックメタルを自称するバンドはふつう反キリスト、または他の世界宗教への反抗心をテーマにしている。おそらく、これこそがブラックメタルが唯一共有する考えといっていいだろう。
したがって、歌詞ではキリスト教徒の虐殺、キリスト教の滅亡などキリスト教を攻撃するもの、悪魔を称えたり、天使や神、天国を罵るなど冒涜的なもの、人間愛、平和、自由などを否定する反道徳的なもの、自殺、孤独、人間への嫌悪を歌った厭世的なものなどが多い。これらのテーマは全く別のものというわけではなく、それぞれがつながっている。それゆえ、無神論、ペイガニズム、サタニズムのような考えが支持されることが多い。
また、ファンタジーに出てくる悪の象徴、ギリシャ神話や北欧神話（ゲルマン神話）の死の象徴（ハーデースなど）が、悪魔のかわりにテーマとされることがあり、映画や西洋魔術もブラックメタルバンドにインスピレーションを与えている。

### 個人主義
Chronicles of Chaosの記事では「ほとんどすべてのブラックメタルバンドが持つ最大の特徴は過去への憧憬である。」といわれている。これに関して、Wolves in the Throne Roomのアーロン・ウィーヴァーは「ブラックメタルは根本的なレベルで現代精神を批判する芸術活動なんだと思う。現代の世界観は何かを見落としているんだ、という具合に。」と述べている。故郷にキリスト教が伝播する以前の太古の文化に着目するバンドもいる。Sam Dunnはノルウェーのシーンについて、「他のヘヴィメタルシーンとは違い、文化や地理的特徴がブラックメタルの音楽やイメージに組み込まれている」と言っている。ノルウェーのドキュメンタリーでダークスローンのFenrizは「ブラックメタルというのは何よりもまず、個人主義ってことなんだよ。」と述べている。実際、個人主義を信条にしているアーティストは多い。イーサーンもブラックメタルとは「やりたいことは何でもやる」ことだといい、ある意味では個人主義的な側面を肯定している。あるインタビューでは「俺にとっては音楽的なインスピレーションがすべてだった。ブラックメタルというのは音楽のスタイルではなく、アティテュードなんだよ。初期のノルウェーのブラックメタルのバンドたちは、皆違う音を出していただろ。共通の雰囲気、表現方法は持っていたかもしれないけど。ルールなんか何もなくて(中略)俺はやりたいことをやるだけで、誰にもこういう音楽をやれなんて指示はされないし。もしそんなことを受け入れたら、それはもはやブラックメタルではないよ。」と述べている。その一方で、Euronymousの信奉者は個人主義に反対することが多い。Benjamin Hedge Olsonが著した修士論文によれば、「ブラックメタルはラディカル・インディヴィジュアリズムと集団的アイデンティティの間で起きる抗争と、その両極をも同時に受容しようとする企てによって特徴づけることが出来る。」という。
Olsonはラルフ・ワルド・エマーソンのとなえた超越主義に似た思想を持つアーティストもいると書いている。彼らは肉体という牢獄を捨て、もしくは"超越"し、超越的存在(神)から知識を授かろうとするのである。「霊的意義、文化的意義に欠けているように感じられる世界」に満足しておらず、それを超えて、「宗教的熱狂に満ちた世俗主義」に挑戦したいと考えているからである。Olsonはこのようなバンドのライヴを「情景的一体感や神秘的超越を得るための音楽による儀式」と呼び、 「演者が儀式的なパフォーマンスを通して、自らの世俗的肉体を超越し、神と結びついた精神的なペルソナをその身に帯びる、という認識」を自分が参加したブラックメタルのライヴの典型例として挙げている。
シーン内で有名なミュージシャンの中には「ブラックメタルは必ずしも何らかのイデオロギーを表明していなければいけないというわけではない」と考えるものもいる。たとえば、ヤン・アクセル・ブロンベルクはMetal Libraryとのインタビューで、「これは個人的な考えだけど、今日のブラックメタルはただの音楽にすぎないと思う。」と語っている。同じように、サティアーも「ブラックメタルは必ずしもサタニックなものでなければならないというわけではない。暗澹としたものでありさえすればいい。」と語っている。Throne of MaledictionのEric Hornerは「多くのバンドがサタニズムやそれに類する信条を持っているけど、僕はそれだけが'ブラックメタル'でいる唯一の手段とは思いませんね。僕にとってのブラックメタルは純粋な感情であり、その感情を伴った個人主義なのです。」と答えている。
だが、Metalionが発行するファンジンSlayerの記事では「自分たちのコンセプト全体が依拠しているような本質よりも、音楽的なことに関してばかり気を払う」ミュージシャンが批判され、「音楽そのもの自体が一番優先されるということはない。」という主張が繰り広げられている。

### サタニズム

ペンタグラムもよく使われる図像である。

もともと、ブラックメタルという語はサタニックな歌詞やイメージを用いるエクストリームメタルバンドを指す言葉だった。しかし、第一世代のほとんどのバンドはサタニストであったわけではなく、単に聴衆を煽るためにそのイメージを使っただけであった。その中で、Mercyful Fateのヴォーカリストであり、サタン教会のメンバーであったKing Diamondは数少ない例外である。Michael Moynihanは彼について「80年代のサタニックメタルバンドのメンバーで唯一本気だった人物で、ショック・ヴァリューを狙って悪魔のイメージを使っていただけのポーザーとは違う。」と言っている。

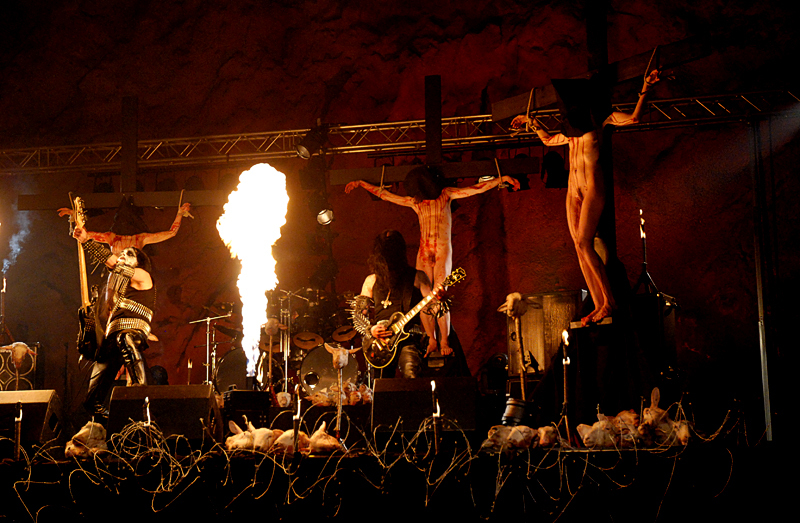
ゴルゴロスによる"Carving a Giant"のビデオのワンシーン。磔刑が表現されている。

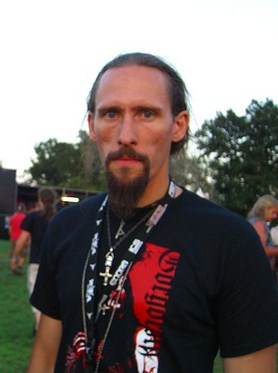
ゴルゴロスのゴールは反キリスト者を自認している。

1990年代初頭、ノルウェーのシーンに属する多くのブラックメタルミュージシャンは厭人的悪魔崇拝者を自称していた。彼らは憎しみ、悲しみ、そして邪悪さを広めようとしていたのである。メイヘムのユーロニモスはこの思想の裏に居た重要な人物である。彼らはサタン教会の「自由や人生を肯定する」考え方を批判した。シーンのメンバーが支持していた有神論的サタニズムはキリスト教の倫理の逆を行く事、すなわち自分の欲望に忠実に生き、弱者を強者の糧にするのをよしとする思想であった。そのため、キリスト教を弱者のものとして否定したフリードリヒ・ニーチェの思想（ニヒリズム）が好まれる傾向にある。Benjamin Hedge Olsonは「(彼らは)ヴェノムの行ったサタニックなパフォーマンスを他のメタルやサタニズムにはない文化的表現のひとつへと変えた」、そして「他のメタルが持つ平凡なアイデンティティや大望を捨て去り、宗教的、イデオロギー的な熱狂を選んだ」と書いている。ユーロニモスは全体主義を支持し、個人主義、同情、平和、幸福、快楽などの考えを否定した。何故このような思想がシーンで支持されていたのかと聞かれ、イーサーンは「(このような考え方は)人々に恐怖を与えるには好都合だった」と語っている。また、「(シーンは)社会の対極でありたがっていた」し、「本当のサタニズムを実践するよりも、単に'邪悪'であること」に力点を置いていたという。ただし、Lords of Chaosによれば、マンハイム 、ヴィーケネス、ブラックソーンのようにユーロニモスを知っていた者の多くは、彼の"過激でサタニックなイメージ"は見せかけだけのものだったという。その一方で、Mortiisはユーロニモスが行っていたことは見せかけではないと語っている。ユーロニモスを1985年から知っており、彼の親友でもあるMetalionは「(ユーロニモス)はいつも自分の考えを披露していた。(中略)死を崇め、過激であろうとしていたんだ。」と証言している。Misanthropic Luciferian OrderのTenebris(噂ではジョン・ノトヴェイトであるとされる)はノルウェーのシーンは主にイデオロギー的なサタニズムと関連しており、「93年にユーロニモスが死んだことで消滅した」と書いている。Sanna Fridhは、シーンのメンバーによる"自分たちは悪魔崇拝者である"という主張には何ら根拠がなかったと述べている。ユーロニモスが死亡した後、捜査を主導したLeif A. Lierによれば、彼自身も部下もサタニストには一人も遭遇しなかったという。ファウストは「サタニズムを超マジにとらえてるヤツもいたけど、ほとんどの人間にとってはハイプに過ぎなかったね」という。当時、有神論的サタニズムを支持しないバンドはユーロニモスやシーンのメンバー(ファウストとか)から'ブラックメタル'であると認められなかった。そのため、ノルウェイジャンブラックメタルのようなサウンドで、サタニックな歌詞を用いてなかったバンドは他の言葉で自分たちのジャンルを表現した。今日でもInfernusやアリオク、Nornagest、Erik Danielssonなどのような著名なミュージシャンのように、ブラックメタルは有神論的サタニズムを支持していなければならないと考えるものがいる。再結成後のDissection、Watainのようなバンドは、ブラックメタルバンドのメンバーはみなサタニストでなければならないという一方で、Black FuneralのMichael W. FordやAntaeusのMkMはブラックメタルはサタニックでなければならないが、メンバー全員が必ずしもサタニストであることまでは必要でないと考えている 。サタニズムからペイガニズムに考えを変えたバンドもいる。
また、サタニズムはナチズムと共通する点も見られる。だが、ヴァルグ・ヴィーケネスのようなネオナチ活動家や、ヒットラーやナチスを崇拝するNSBMと呼ばれているのような極右・ネオナチバンドは、シーンのごく一部である。多くのブラックメタル・バンドは音楽に専念しており、シーンで人種差別が肯定的に捉えられることは少ない。
このように、一般にブラックメタルの中でキリスト教が肯定的に扱われることはほとんどないといっていい。一方で、ブラックメタル特有のサウンドを有していながら歌詞やイメージでキリスト教を賛美する、アンブラックメタルという一見矛盾したジャンルも存在している。

## バンド一覧

### ノルウェー
- 1349
- Aura Noir
- Arcturus
- Borknagar
- Burzum
- Carpathian Forest no:Carpathian Forest
- Covenant
- Darkthrone
- Dimmu Borgir
- Dodheimsgard
- Emperor
- Enslavement of Beauty
- Enslaved
- Forgotten Woods
- Gehenna
- Gorgoroth
- Ildjarn
- Immortal
- Joyless
- Kampfar
- Keep of Kalessin
- Khold
- Limbonic Art
- Mayhem
- Myrkskog
- Nattefrost
- Obtained Enslavement
- Ragnarok
- Red Harvest
- Satyricon
- Taake
- Tsjuder
- Troll
- Ulver
- Windir
- Zyklon
- Zyklon-B

### スウェーデン
- Abruptum
- The Abyss
- Arckanum
- Armagedda
- Bathory
- Blackwinds
- Dark Funeral
- Dawn
- Diabolicum
- Dissection
- Funeral Mist
- In Battle
- The Legion
- Lord Belial sv:Lord Belial
- Marduk
- Naglfar
- Necrophobic
- Pest
- Setherial
- Shining
- Silencer
- Swordmaster
- Thy Primordial
- Watain
- Vinterland

### フィンランド
- ...and Oceans
- Alghazanth
- Archgoat
- Azaghal
- Barathrum
- Baptism
- Black Swan
- Beherit
- Behexen fi:Behexen
- Black Death Ritual
- Calvarium
- Catamenia
- Clandestine Blaze
- Crimson Midwinter
- Darkwoods My Betrothed
- Diaboli
- Eavral
- Enochian Crescent
- Funeris Nocturnum
- Grand Nocturne
- Horna fi:Horna
- Impaled Nazarene
- Impious Havoc
- Musta Surma
- Mustan Kuun Lapset
- O
- Perisynti
- Sargeist
- Satanic Warmaster
- Shade Empire
- Thy Serpent en:Thy Serpent
- Wyrd
- Ymir

### アメリカ
- Abigail Williams
- Absu
- Abyssmal Nocturne
- Agalloch
- Black Funeral
- Crimson Moon
- Cult of Daath
- Demoncy
- Dragonlord
- Draugar
- Havohej
- Hemlock
- Judas Iscariot
- Krieg
- Kult ov Azazel
- Leviathan
- Nachtmystium
- Nokturne
- Profanatica
- Thornspawn
- Velvet Cacoon
- Von
- Vrolok
- Weltmacht
- Wolves in the Throne Room
- Xasthur

### フランス
- Alcest
- Amesoeurs
- Anorexia Nervosa
- Antaeus
- Aosoth
- Arkhon Infaustus
- Bekhira
- Belketre
- Blut Aus Nord
- Destinity（初期・中期）
- Deathspell Omega
- Kristallnacht
- Mutiilation
- Nehemah
- Sacrificia Mortuorum
- Seth
- Sombre Chemin
- Temple of Baal
- Vlad Tepes

### ドイツ
- Absurd
- Dark Fortress
- Desaster
- Moonblood
- Nargaroth
- Nihil Nocturne
- Sodom(初期)
- Totenburg
- Wolfsmond
- Mystic Circle en:Mystic Circle

### スイス
- Celtic Frost
- Samael
- Tarihan

### イギリス
- Anaal Nathrakh
- Axis of Perdition
- Bal-Sagoth
- Cradle of Filth
- Fen
- Hecate Enthroned
- Frost
- Reign of Erebus
- Venom

### イタリア
- Aborym
- Forgotten Tomb
- Graveworm
- Necrodeath
- Opera IX
- Stormlord

### ギリシャ
- Legion of Doom
- Naer Mataron
- Nocternity
- Rotting Christ
- Stutthof
- The Shadow Order

### ウクライナ
- Astrofaes
- Drudkh
- Dub Buk
- Hate Forest
- Khors
- Lucifugum
- Lutomysl
- Nokturnal Mortum

### ポーランド
- Arkona
- Behemoth
- Capricornus
- Demiurg
- Gontyna Kry
- Graveland
- Infernal War
- Moontower
- Thor's Hammer
- Thunderbolt

### チェコ
- Cult of Fire
- Maniac Butcher
- Master's Hammer
- Inferno
- Trollech
- Root

### インドネシア
- Kekal

### ブラジル
- Sarcófago

### カナダ
- Blasphemy

### オーストリア
- Abigor
- Asmodeus
- Belphegor
- Summoning

### デンマーク
- Angantyr
- Nortt

### オランダ
- Occult

### ベルギー
- Ancient Rites en:Ancient Rites
- Enthroned
- Lugubrum

### 台湾
- ChthoniC

### 日本
- Arkha Sva
- Abigail
- BASILISK
- Cataplexy
- Ebola
- Ethereal Sin
- Gallhammer
- Kanashimi
- 凶音
- Infernal necromancy
- No Point In Living
- Sabbat
- ＳＡＷＡＧＩ〜騒乱〜
- Sigh
- Ssorc
- Ungodly
- Zxui Moskvha

### 中国
- Zuriaake

### オーストラリア
- Abyssic Hate
- Bestial Warlust
- Destroyer 666
- Drowning the light

### シンガポール
- Impiety

### ブラックメタルを扱ったドキュメンタリー
- Det svarte alvor (1994)
- Satan Rides the Media (1998)
- Norsk Black Metal (2003) was aired on Norwegian TV by the Norwegian Broadcasting Corporation (NRK).
- Metal: A Headbanger's Journey (2005) touches on black metal in the early 1990s, and includes an extensive 25-minute feature on the DVD release.
- True Norwegian Black Metal (2007) is a five-part feature from VICE. It explores some of the aspects of the lifestyle, beliefs and controversies surrounding former Gorgoroth vocalist Gaahl.[94]
- Black Metal: A Documentary (2007), produced by Bill Zebub, explores the world of black metal from the point of view of the artists. There is no narrator and no one outside of black metal takes part in any interview or storytelling.
- Murder Music: A History of Black Metal (2007)
- Once Upon a Time in Norway (2008)
- Black Metal Satanica (2008)
- Until the Light Takes Us (2009) explores black metal's origins and subculture, featuring exclusive interviews and including rare footage from the Black Circle's early days.
- Out of the Black – A Black Metal Documentary (2012), an examination of the musical and social origins of black metal while exploring the full spectrum of the religious ideology within the scene. Also examines black metal in America and the multiple differences between the American and the Scandinavian scene.[95]
- One Man Metal (2012) explores the lifestyle and thoughts of the members of the three one-man bands Xasthur, Leviathan and Striborg.[96]
- "Attention! Black Metal" (2012)

### 関連文献
- ダイヤル・パターソン著、島田陽子訳『ブラック・メタル：サタニック・カルトの30年史』ディスクユニオン、2017年12月。ISBN 9784866470153
- 岡田早由『東欧ブラックメタルガイドブック：ポーランド・チェコ・スロヴァキア・ハンガリーの暗黒音楽』パブリブ、2018年1月。ISBN 9784908468209